# António Guterres
António Manuel de Oliveira Guterres (Lisboa, 30 de abril de 1949) é um engenheiro, político e diplomata português e timorense que serve como nono secretário-geral da Organização das Nações Unidas desde 2017.
Guterres foi Primeiro-Ministro de Portugal entre 1995 e 2002 e Secretário-Geral do Partido Socialista entre 1992 e 2002. Foi Presidente da Internacional Socialista entre 1999 e 2005.
Exerceu o cargo de Alto Comissariado das Nações Unidas para os Refugiados entre 15 de junho de 2005 e 31 de dezembro de 2015. No ano seguinte, anunciou sua candidatura ao cargo de secretário-geral das Nações Unidas. Em 5 de outubro de 2016 foi anunciada a vitória de Guterres na eleição para secretário-geral, sendo marcada para o dia seguinte a votação formal no Conselho de Segurança. Em 6 de outubro de 2016 o Conselho de Segurança votou por unanimidade e aclamação a resolução que recomenda à Assembleia Geral a designação de Guterres como novo secretário-geral das Nações Unidas.
Depois do juramento prestado a 12 de dezembro de 2016, perante a Assembleia Geral das Nações Unidas, Guterres tomou posse como o nono secretário-geral das Nações Unidas no dia 1 de janeiro de 2017 para um mandato de 5 anos.

## Biografia

### Infância e juventude
Nascido em Lisboa, na freguesia de Santos-o-Velho, com raízes familiares na aldeia das Donas, concelho do Fundão, António Guterres demonstrou desde jovem deter uma capacidade de dedicação ao estudo que havia de lhe valer um Prémio Nacional dos Liceus, em 1965.
Concluídos os estudos secundários, no Liceu Camões, em Lisboa, ingressou em seguida no curso de engenharia eletrotécnica, no Instituto Superior Técnico. Licenciou-se em 1971 e iniciou no mesmo ano uma efémera carreira académica, como assistente do Técnico, lecionando a disciplina de Teoria de Sistemas e Sinais de Telecomunicações.
Durante a universidade, Guterres não se envolveu na oposição estudantil ao regime de Salazar, dedicando-se antes à ação social promovida pela Juventude Universitária Católica. Integrou também o Grupo da Luz, coordenado pelo padre Vítor Melícias e onde também viriam a participar, entre outros, Marcelo Rebelo de Sousa e Carlos Santos Ferreira. Vítor Melícias celebraria o seu casamento com Luísa Melo, em 1972.

### Carreira política
António Guterres aderiu ao Partido Socialista em 1973, pela mão de António Reis. No ano seguinte, logo após o 25 de Abril, foi nomeado chefe de gabinete de José Torres Campos (sucessivamente Secretário de Estado da Indústria e Energia dos I, II e III governos provisórios).
Em 1976, na sequência das eleições legislativas desse ano, ganhas pelo PS, estreou-se como deputado à Assembleia da República, onde veio a exercer funções como presidente das comissões parlamentares de Economia e Finanças (1977-1979) e de Administração do Território, Poder Local e Ambiente (1985-1988). Presidiu também à comissão de Demografia, Migrações e Refugiados da Assembleia Parlamentar do Conselho da Europa (1983).
Foi eleito cinco vezes presidente da Assembleia Municipal do Fundão, cargo que exerceu de 1979 até 1995.

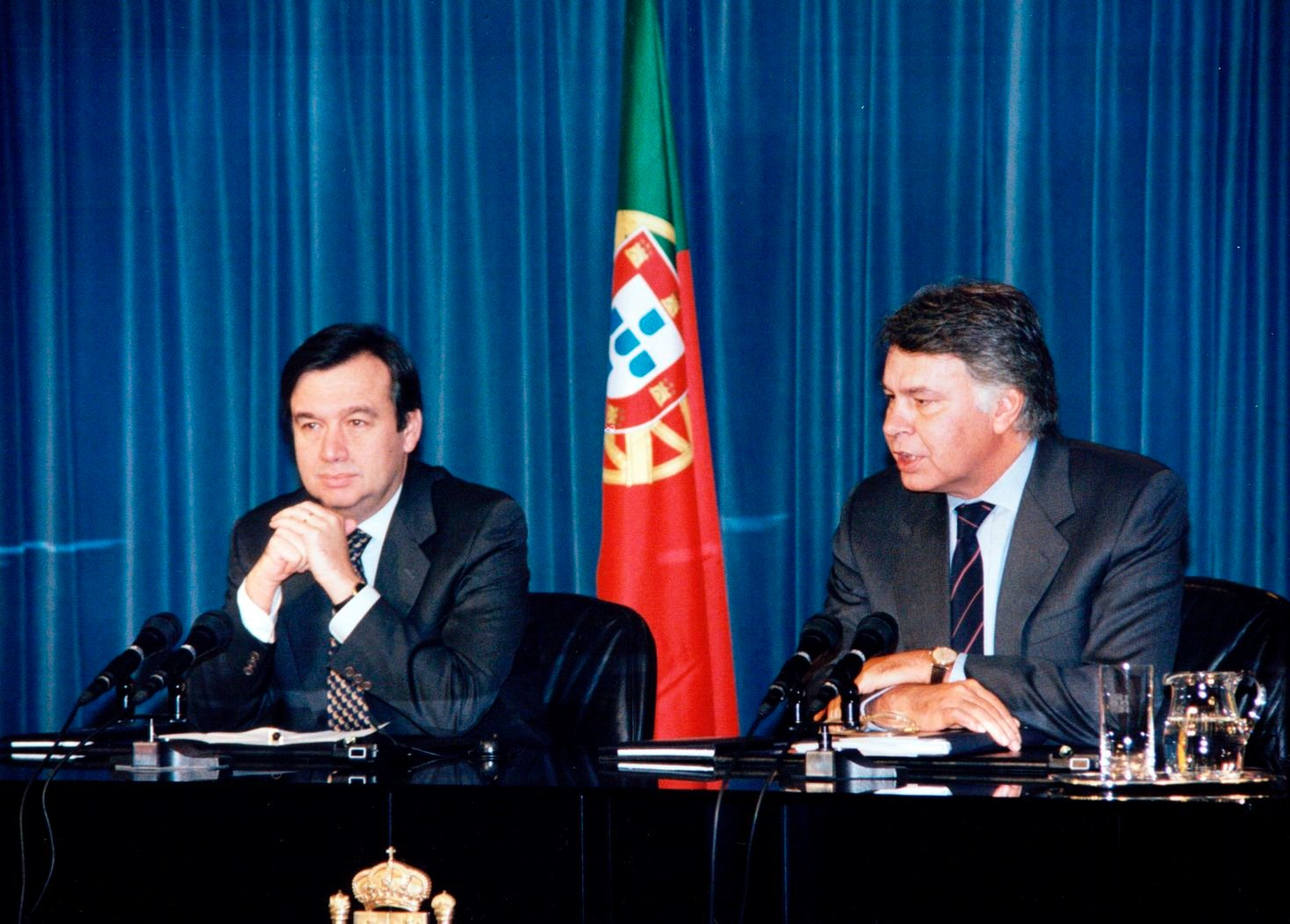
Fotografado em uma conferência de imprensa em La Moncloa com Felipe González, 18 de janeiro de 1996.

Em 1992, num congresso em que enfrentou Jorge Sampaio, foi eleito secretário-geral do PS. Depois venceu com maioria relativa as eleições legislativas de 1995 e de 1999, chefiando os XIII e XIV governos constitucionais, ambos minoritários e formados exclusivamente pelo PS.
Presidiu à Internacional Socialista, entre 1995 e 2000.
Na sequência das eleições autárquicas de dezembro de 2001, porém — nas quais o PS sofreu uma derrota significativa —, Guterres decidiu apresentar a sua demissão. No ato inesperado da demissão declarou demitir-se para evitar que o país caísse num «pântano político», devido à falta de apoio ao governo que os resultados autárquicos indicavam.
Sucederam-lhe Ferro Rodrigues, na liderança do PS, e Durão Barroso, do PSD na chefia do governo.
Assumiu desde a sua saída de primeiro-ministro, em 2002, até 2005, a função de consultor do Conselho de Administração da Caixa Geral de Depósitos.
Em 2005 viria a ser nomeado para o cargo de Alto Comissário das Nações Unidas para os Refugiados. Manteve-se nesse cargo até 2015. Esteve presente na reunião de 2012 dos Bilderberg na Alemanha nessa mesma qualidade.
A 7 de abril de 2016, tomou posse como conselheiro de Estado, designado pelo presidente da República Marcelo Rebelo de Sousa, tendo acabado por renunciar ao mandato após a sua eleição como Secretário-Geral da ONU, em 24 de novembro de 2016.

### Secretário-geral das Nações Unidas
Um ano depois de abandonar o cargo de Alto Comissário das Nações Unidas para os Refugiados, Guterres foi escolhido pelo Conselho de Segurança das Nações Unidas  numa votação informal e à porta fechada, como o candidato ideal para secretário-geral das Nações Unidas, com treze votos a favor e nenhum veto — o que significa nenhum voto negativo dos estados membros permanentes do Conselho de Segurança (China, Estados Unidos, França, Reino Unido e Rússia). Em suma, na última de seis votações informais, realizada a 29 de setembro de 2016, e cujos resultados foram clarificados em 5 de outubro de 2016 (data da divulgação do sentido de voto dos membros permanentes do CSNU), Guterres conseguiu 13 votos de encorajamento e dois sem opinião; de entre os membros permanentes houve quatro votos de encorajamento e um sem opinião. Para trás ficou a candidata búlgara Kristalina Georgieva, apoiada pela Alemanha, que obteve oito votos negativos.
A votação oficial e definitiva por parte do CSNU ocorreu em 6 de outubro de 2016, por volta das 15h00 (hora de Portugal Continental) e nomeou, de forma definitiva e oficial, o antigo primeiro-ministro Português o escolhido pelo Conselho. Dessa forma, o novo secretário-geral da ONU só foi nomeado oficialmente quando a Assembleia Geral das Nações Unidas aprovou com uma maioria simples a resolução que indica a sua nomeação.
Guterres tomou posse do novo cargo no dia 1 de janeiro de 2017. Em 18 de junho de 2021 foi reeleito pela Assembleia Geral para um novo mandato de mais cinco anos.

## Resultados eleitorais

### Eleições legislativas
| Data | Partido   | Partido   | Círculo eleitoral | Posição   | Cl.    | Votos        | %            | +/-    | Status                                                           | Notas |
| ---- | --------- | --------- | ----------------- | --------- | ------ | ------------ | ------------ | ------ | ---------------------------------------------------------------- | ----- |
| 1976 |           | PS        | Castelo Branco    | 2º (em 7) | 1.º    | 51 822       | 36,4 / 100,0 |        | Eleito                                                           |       |
| 1979 | 2º (em 6) | PS        | Castelo Branco    | 2.º       | 42 659 | 27,8 / 100,0 | 8,6          | Eleito |                                                                  |       |
| 1980 |           | FRS       | Castelo Branco    | 1º (em 6) | 2.º    | 46 182       | 30,3 / 100,0 | 1,6    | Eleito                                                           |       |
| 1985 |           | PS        | Castelo Branco    | 1º (em 6) | 3.º    | 26 073       | 18,5 / 100,0 |        | Eleito                                                           |       |
| 1987 | PS        | 1º (em 6) | Castelo Branco    | 2.º       | 30 784 | 22,4 / 100,0 | 3,9          | Eleito |                                                                  |       |
| 1991 | PS        | 1º (em 5) | Castelo Branco    | 2.º       | 43 777 | 32,4 / 100,0 | 10,0         | Eleito |                                                                  |       |
| 1995 | PS        | 1º (em 5) | Castelo Branco    | 1.º       | 72 760 | 53,2 / 100,0 | 20,8         | Eleito | Primeiro-Ministro (1995-2002) Secretário-Geral do PS (1992-2002) |       |
| 1999 | PS        | 1º (em 5) | Castelo Branco    | 1.º       | 63 309 | 51,6 / 100,0 | 1,6          | Eleito | Primeiro-Ministro (1995-2002) Secretário-Geral do PS (1992-2002) |       |

### Eleições autárquicas

#### Assembleias Municipais
| Data | Partido | Partido    | Concelho | Posição    | Cl.    | Votos        | %            | +/-    | Status | Notas |
| ---- | ------- | ---------- | -------- | ---------- | ------ | ------------ | ------------ | ------ | ------ | ----- |
| 1976 |         | PS         | Fundão   | 1º (em 31) | 1.º    | 5 618        | 40,2 / 100,0 |        | Eleito |       |
| 1979 | PS      | 1º (em 35) | Fundão   | 2.º        | 6 656  | 36,5 / 100,0 | 3,7          | Eleito |        |       |
| 1982 | PS      | 1º (em 35) | Fundão   | 2.º        | 6 498  | 37,6 / 100,0 | 1,1          | Eleito |        |       |
| 1985 | PS      | 1º (em 31) | Fundão   | 2.º        | 4 497  | 27,1 / 100,0 | 10,5         | Eleito |        |       |
| 1989 | PS      | 1º (em 32) | Fundão   | 1.º        | 9 073  | 48,9 / 100,0 | 20,8         | Eleito |        |       |
| 1993 | PS      | 1º (em 32) | Fundão   | 1.º        | 10 291 | 52,1 / 100,0 | 3,2          | Eleito |        |       |

### Eleição para Secretário-Geral das Nações Unidas
| Data | País     | Cl. | Votos   | Status | Notas                 |
| ---- | -------- | --- | ------- | ------ | --------------------- |
| 2016 | Portugal | 1.º | 13 / 15 | Eleito |                       |
| 2021 | Portugal | 1.º |         | Eleito | Eleito por aclamação. |

## Cargos e diplomas
- Licenciado em engenharia eletrotécnica, pelo Instituto Superior Técnico, com média final de 19 valores[20]
- Chefe de Gabinete do Secretário de Estado da Indústria e Energia dos I, II e III Governos Provisórios
- Deputado à Assembleia da República, pelos círculos de Lisboa e Castelo Branco; no Parlamento virá a desempenhar a função de presidente das comissões de Economia e Finanças (1977-1979) e de Administração do Território, Poder Local e Ambiente (1985-1988), bem como à comissão de Demografia, Migrações e Refugiados da Assembleia Parlamentar do Conselho da Europa (1983)
- Secretário-geral do Partido Socialista entre 1992 e 2002
- Primeiro-ministro dos XIII e XIV governos constitucionais, entre outubro de 1995 e abril de 2002.
- Presidente da Internacional Socialista, entre novembro de 1999 e junho de 2005
- Alto Comissário das Nações Unidas para os Refugiados, entre junho de 2005 e dezembro de 2015
- Doutoramento Honoris Causa na área das Ciências Sociais e Humanas pela Universidade da Beira Interior
- Doutoramento Honoris Causa pela Universidade de Coimbra (Faculdade de Economia) (2016)
- Doutoramento Honoris Causa pela Universidad Europea de Madrid
- Conselheiro de Estado do Presidente da República de Portugal entre março de 2016 e dezembro de 2016
- Secretário-geral da Organização das Nações Unidas desde janeiro de 2017
- Doutoramento Honoris Causa pelo Instituto Superior Técnico da Universidade de Lisboa (19 de fevereiro de 2018)[21]

## Condecorações[22][23]
Grã-Cruz da Ordem Nacional do Cruzeiro do Sul do Brasil (23 de julho de 1996)
  Grã-Cruz da Ordem do Mérito da República da Polónia (22 de setembro de 1997)
  Grande-Oficial da Ordem da República Oriental do Uruguai (10 de dezembro de 1998)
  Banda de Primeira Classe da Ordem da Águia Asteca do México (2 de julho de 1999)
  Grã-Cruz da Ordem de Honra da Grécia (17 de março de 2000)
  Grande-Cordão da Ordem de Leopoldo da Bélgica (9 de outubro de 2000)
  Primeiro Grau da Ordem de Amílcar Cabral de Cabo Verde (27 de abril de 2001)
  Grã-Cruz da Ordem do Mérito do Chile (30 de setembro de 2001)
  Grã-Cruz da Ordem Nacional do Mérito de França (4 de fevereiro de 2002)
  Cavaleiro de Grã-Cruz da Ordem do Mérito da República de Itália (1 de abril de 2002)
 Grande-Colar da Ordem de Mérito do Grão-Pará do Brasil (4 de abril de 2002)
  Grã-Cruz da Ordem do Príncipe Jaroslau, o Sábio da Ucrânia (4 de abril de 2002)
  Grande-Cordão da Ordem do Sol Nascente do Japão (4 de abril de 2002)
  Grã-Cruz da Ordem da República da Tunísia (4 de abril de 2002)
  Grã-Cruz da Ordem Militar de Cristo de Portugal (9 de junho de 2002)
  Colar da Ordem de Timor-Leste (30 de Agosto de 2009)
  Grã-Cruz da Ordem da Liberdade de Portugal (2 de fevereiro de 2016)